# التصنيفات الدولية لأستراليا
تتضمن هذه المقالة التصنيفات العالمية لأستراليا في النطاقات الاجتماعية والاقتصادية ومعايير أخرى.

## التصنيفات العالمية
ملاحظة: أدناه، يستخدم كل استطلاع عددًا محدودًا من البلدان/المناطق لتقييماته.
| المنظمة                                           | المؤشر\الاستطلاع                                    | الترتيب | طبيعة المؤشر\ملاحظات | السنة |
| ------------------------------------------------- | --------------------------------------------------- | ------- | --- | ----- |
| يو إس نيوز آند وورد ريبورت                        | الدول الأكثر شفافية                                 | 12      | يقيس ممارسات الحكومة المفتوحة، وجدارتها بالثقة، ومستويات الفساد السياسي المتصورة المنخفضة في أكثر 80 دولة تقدماً.                                                                                          | 2022  |
| أخبار الولايات المتحدة والتقرير العالمي           | تقرير أفضل الدول                                    | 7       | يقيس هذا المؤشر المجازفة والخفة الحركة، والتأثير الثقافي، وريادة الأعمال، والتراث، والحريات السياسية والفردية، والغرض الاجتماعي، ونوعية الحياة في أكثر 80 دولة تقدماً.                                     | 2022  |
| أنهولت-إبسوس                                      | تصنيف الأمم                                         | 10      | يقيس الكفاءة الوطنية، والحوكمة، والهجرة والاستثمار، والأشخاص، والصادرات، والسياحة والثقافة في أكثر 50 دولة تقدماً                                                                                          | 2022  |
| صندوق السلام                                      | مؤشر الدول الهشة                                    | 5       | يقيس المخاطر والضعف لدى الأفراد في 179 دولة | 2022  |
| أخبار الولايات المتحدة والتقرير العالمي           | Agility                                             | 5       | قياس قدرة الأفراد والشركات والحكومات على التكيف مع التغيير في أكثر 80 دولة تقدماً | 2022  |
| أخبار الولايات المتحدة والتقرير العالمي           | أفضل الدول من حيث التعليم                           | 9       | يقيس جودة التعليم في أكثر 80 دولة تقدماً | 2022  |
| مؤشر حالة الحرية في العالم                        | مؤشر حالة الحرية في العالم                          | 4       | درجة الحريات الاقتصادية والشخصية في 183 دولة | 2021  |
| منظمة التعاون الاقتصادي والتنمية                  | مؤشر منظمة التعاون الاقتصادي والتنمية للحياة الأفضل | 2       | يقيس مستوى الرفاهية والجودة البيئية وجودة الخدمات العامة والأمن في الدول الـ36 الأكثر تقدماً. | 2020  |
| منظمة التعاون الاقتصادي والتنمية                  | العدالة الاجتماعية                                  | 4       | المتوسط الحسابي للمؤشرات الفردية لـ "مجتمع عادل" في أكثر 40 دولة تقدماً. | 2020  |
| أخبار الولايات المتحدة والتقرير العالمي           | الغرض الاجتماعي                                     | 9       | يقيس التقدم الاجتماعي والشمول والالتزام بالعدالة الاجتماعية في أكثر 80 دولة تقدماً | 2022  |
| منظمة التعاون الاقتصادي والتنمية                  | التعليم العالي                                      | 1       | استناداً إلى الأشخاص الذين تتراوح أعمارهم بين 25 و64 عاماً والذين أكملوا تعليمهم العالي في أكثر 50 دولة تقدمًا.                                                                                              | 2019  |
| ذي إيكونوميست                                     | مؤشر الديمقراطية                                    | 15      | يقيس التعددية والحريات المدنية والثقافة السياسية في 167 دولة | 2020  |
| الأمم المتحدة                                     | مؤشر الدول الخيرة                                   | 11      | قياس مدى مساهمة كل دولة في الكوكب وفي الجنس البشري، نسبةً إلى حجمها (مقاساً بالناتج المحلي الإجمالي)، ويشمل 125 دولة                                                                                        | 2020  |
| ضرورة التقدم الاجتماعي                            | مؤشر التطور الاجتماعي                               | 6       | يقيس رفاهية المجتمع في 132 دولة | 2021  |
| ذي إيكونوميست                                     | مؤشر الأمن الغذائي العالمي                          | 22      | يقيس القدرة على تحمل تكاليف الغذاء، وتوافره، وجودته، وسلامته، واستدامته، وتكيفه في 109 دول | 2022  |
| مؤسسة هريتيج                                      | مؤشر الحرية الاقتصادية                              | 13      | استناداً إلى سيادة القانون وحجم الحكومة والكفاءة التنظيمية والأسواق المفتوحة في 178 دولة | 2021  |
| معهد الاقتصاد والسلام                             | مؤشر السلام العالمي                                 | 13      | يقيس مستوى السلم العام في 162 دولة | 2021  |
| الشفافية الدولية                                  | مؤشر مدركات الفساد                                  | 13      | استناداً إلى مدى فساد القطاع العام في 175 دولة ومنطقة | 2021  |
| شبكة حلول التنمية المستدامة التابعة للأمم المتحدة | تقرير السعادة العالمي                               | 12      | استنادًا إلى عوامل (جودة) الحياة في 156 دولة | 2021  |
| جامعة جورجتاون                                    | مؤشر المرأة والسلام والأمن                          | 24      | يقيس رفاهية المرأة - الإدماج (الاقتصادي والاجتماعي والسياسي)؛ والعدالة (القوانين الرسمية والتمييز غير الرسمي)؛ والأمن (على مستوى الأسرة والمجتمع والمستوى الاجتماعي)                                      | 2021  |
| السفر الآمن - إلى الخارج                          | مؤشر الدول الأكثر أمانًا                             | 15      | يقيس السلامة العامة بناءً على عدد الحوادث بما في ذلك السرقة، والمخدرات، والجرائم العنيفة، والرشوة، وجرائم الممتلكات، والمركبات المسروقة، والتسامح الديني والعنصري في 163 دولة                              | 2022  |
| Theglobaleconomy.com                              | مؤشر الخدمات العامة                                 | 24      | يقيس جودة الخدمة العمومية في 177 دولة | 2022  |
| المعهد الدولي للتنمية الإدارية                    | الاقتصادات الأكثر تنافسية                           | 19      | المؤشرات الاقتصادية مثل الناتج المحلي الإجمالي والبطالة والرعاية الصحية والتعليم في الدول الـ67 الأكثر تقدمًا                                                                                              | 2019  |
| مراسلون بلا حدود                                  | مؤشر حرية الصحافة                                   | 13      | مستوى الحرية المتاحة للصحفيين في 180 دولة | 2021  |
| المنتدى الاقتصادي العالمي                         | تقرير التنافسية العالمي                             | 16      | يقيس مستوى ازدهار المواطنين في 144 اقتصادًا | 2019  |
| ليغاتوم                                           | مؤشر ليجاتوم للازدهار                               | 15      | يقيس الثروة والنمو الاقتصادي والتعليم والصحة والرفاهية الشخصية ونوعية الحياة في 167 دولة | 2021  |
| برنامج الأمم المتحدة الإنمائي                     | مؤشر التنمية البشرية                                | 5       | بناءً على متوسط العمر المتوقع، والتعليم، ودخل الفرد في 187 دولة. ملاحظة: احتلت النرويج المرتبة الأولى ست عشرة مرة، وكندا ثماني مرات، واليابان وأيسلندا مرتين، وسويسرا مرة واحدة. انظر مؤشر التنمية البشرية | 2021  |
| المنظمة العالمية للملكية الفكرية                  | مؤشر الابتكار العالمي                               | 17      | يقيس نجاح الابتكار في 133 دولة | 2024  |
| مؤسسة سكان العالم                                 | أفضل الدول للعيش                                    | 5       | يقيس المساواة بين الجنسين، ومحو الأمية، ومتوسط العمر المتوقع، والاستقرار المالي في 146 دولة | 2022  |
| جامعة ييل وجامعة كولومبيا                         | مؤشر الأداء البيئي.                                 | 13      | الأداء البيئي لـ 178 دولة | 2020  |
| البنك الدولي                                      | مؤشر سهولة ممارسة الأعمال                           | 14      | البيئة التنظيمية لـ 189 دولة | 2021  |

### تقييم الحريات
تنشر مؤشرات الحرية التي تنتجها العديد من المنظمات غير الحكومية تقييمات للحقوق السياسية والحريات المدنية للدول في جميع أنحاء العالم.
| الحرية في العالم | مؤشر الحرية الاقتصادية | مؤشر حرية الصحافة | مؤشر الديمقراطية |
| ---------------- | ---------------------- | ----------------- | ---------------- |
| تتمتع بالحرية    | تتمتع بالحرية          | وضعٌ مُرضٍ           | ديمقراطية كاملة  |

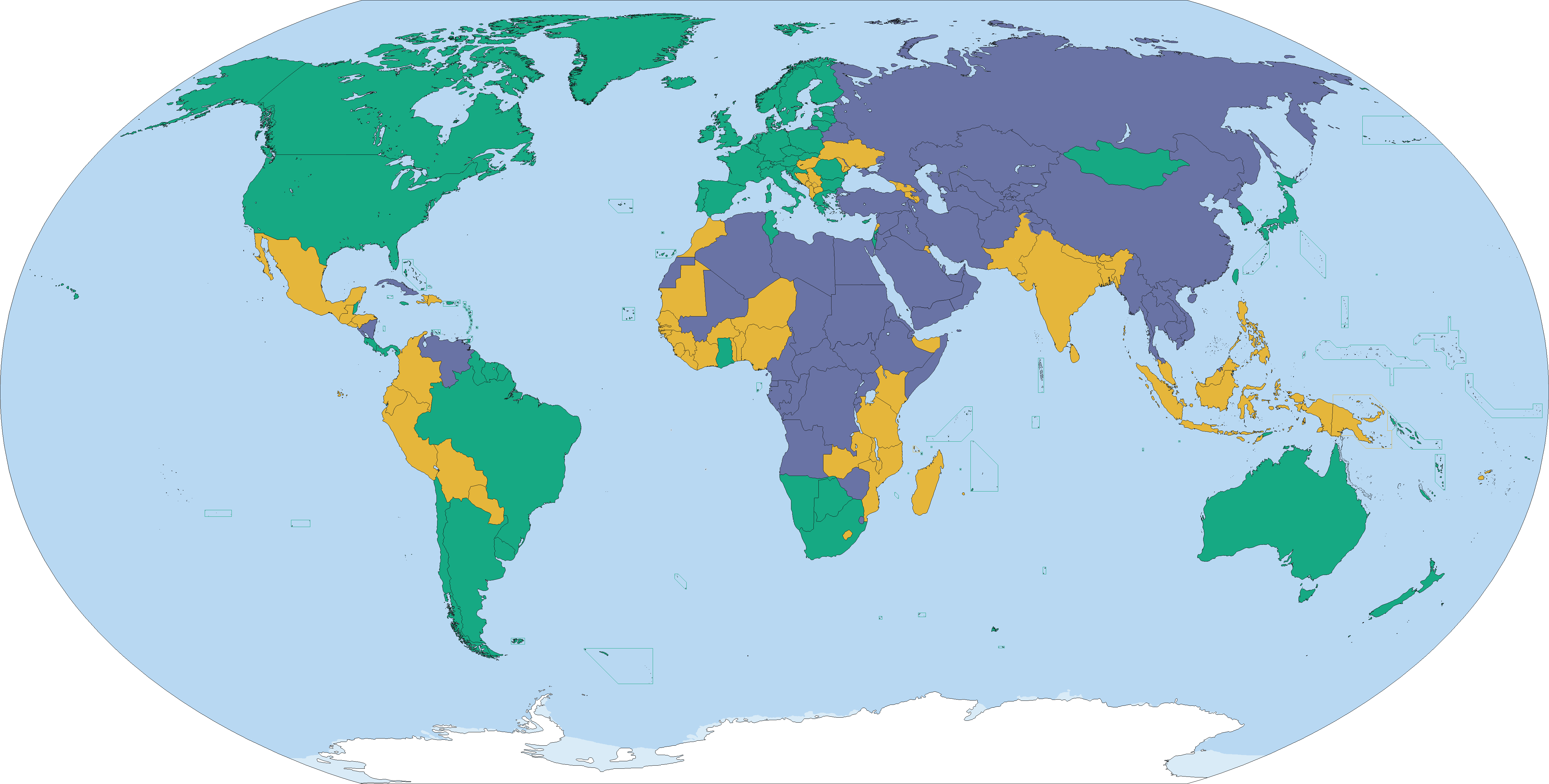
ترتيب الدول وفق استطلاع الحرية في العالم
مؤشر الحرية الاقتصادية. المصدر: مؤسسة التراث ووول ستريت جورنال
حرية الصحافة عام 2022 وفق مراسلون بلا حدود
خريطة مؤشر الديمقراطية لعام 2020 وفق وحدة استخبارات الإكونوميست

| المؤشر                 | المقياس         | المقياس         | المقياس         | المقياس         | المقياس         | المقياس         | المقياس         | المقياس         | المقياس         | المقياس         | المقياس         | المقياس         | المقياس         | المقياس         | المقياس         | المقياس         | المقياس         | المقياس         | المقياس         | المقياس         | المقياس         | المقياس         | المقياس         | المقياس         | المقياس        | المقياس        | المقياس        | المقياس        | المقياس        | المقياس        | المقياس        | المقياس        | المقياس        | المقياس        | المقياس        | المقياس        | المقياس           | المقياس           | المقياس           | المقياس           | المقياس           | المقياس           | المقياس           | المقياس           | المقياس           | المقياس           | المقياس           | المقياس           | المقياس         | المقياس         | المقياس         | المقياس         | المقياس         | المقياس         | المقياس         | المقياس         | المقياس         | المقياس         | المقياس         | المقياس         |
| ---------------------- | --------------- | --------------- | --------------- | --------------- | --------------- | --------------- | --------------- | --------------- | --------------- | --------------- | --------------- | --------------- | --------------- | --------------- | --------------- | --------------- | --------------- | --------------- | --------------- | --------------- | --------------- | --------------- | --------------- | --------------- | -------------- | -------------- | -------------- | -------------- | -------------- | -------------- | -------------- | -------------- | -------------- | -------------- | -------------- | -------------- | ----------------- | ----------------- | ----------------- | ----------------- | ----------------- | ----------------- | ----------------- | ----------------- | ----------------- | ----------------- | ----------------- | ----------------- | --------------- | --------------- | --------------- | --------------- | --------------- | --------------- | --------------- | --------------- | --------------- | --------------- | --------------- | --------------- |
| الحرية في العالم       | تتمتع بالحرية   | تتمتع بالحرية   | تتمتع بالحرية   | تتمتع بالحرية   | تتمتع بالحرية   | تتمتع بالحرية   | تتمتع بالحرية   | تتمتع بالحرية   | تتمتع بالحرية   | تتمتع بالحرية   | تتمتع بالحرية   | تتمتع بالحرية   | تتمتع بالحرية   | تتمتع بالحرية   | تتمتع بالحرية   | تتمتع بالحرية   | تتمتع بالحرية   | تتمتع بالحرية   | تتمتع بالحرية   | تتمتع بالحرية   | حرية جزئية      | حرية جزئية      | حرية جزئية      | حرية جزئية      | حرية جزئية     | حرية جزئية     | حرية جزئية     | حرية جزئية     | حرية جزئية     | حرية جزئية     | حرية جزئية     | حرية جزئية     | حرية جزئية     | حرية جزئية     | حرية جزئية     | حرية جزئية     | حرية جزئية        | حرية جزئية        | حرية جزئية        | حرية جزئية        | غير حرة           | غير حرة           | غير حرة           | غير حرة           | غير حرة           | غير حرة           | غير حرة           | غير حرة           | غير حرة         | غير حرة         | غير حرة         | غير حرة         | غير حرة         | غير حرة         | غير حرة         | غير حرة         | غير حرة         | غير حرة         | غير حرة         | غير حرة         |
| مؤشر الحرية الاقتصادية | حرة             | حرة             | حرة             | حرة             | حرة             | حرة             | حرة             | حرة             | حرة             | حرة             | حرة             | حرة             | حرة بمعظمها     | حرة بمعظمها     | حرة بمعظمها     | حرة بمعظمها     | حرة بمعظمها     | حرة بمعظمها     | حرة بمعظمها     | حرة بمعظمها     | حرة بمعظمها     | حرة بمعظمها     | حرة بمعظمها     | حرة بمعظمها     | حرة بشكل معتدل | حرة بشكل معتدل | حرة بشكل معتدل | حرة بشكل معتدل | حرة بشكل معتدل | حرة بشكل معتدل | حرة بشكل معتدل | حرة بشكل معتدل | حرة بشكل معتدل | حرة بشكل معتدل | حرة بشكل معتدل | حرة بشكل معتدل | غير حرة في الغالب | غير حرة في الغالب | غير حرة في الغالب | غير حرة في الغالب | غير حرة في الغالب | غير حرة في الغالب | غير حرة في الغالب | غير حرة في الغالب | غير حرة في الغالب | غير حرة في الغالب | غير حرة في الغالب | غير حرة في الغالب | مكبوتة          | مكبوتة          | مكبوتة          | مكبوتة          | مكبوتة          | مكبوتة          | مكبوتة          | مكبوتة          | مكبوتة          | مكبوتة          | مكبوتة          | مكبوتة          |
| مؤشر حرية الصحافة      | وضع جيد         | وضع جيد         | وضع جيد         | وضع جيد         | وضع جيد         | وضع جيد         | وضع جيد         | وضع جيد         | وضع جيد         | وضع جيد         | وضع جيد         | وضع جيد         | وضع مُرضِ         | وضع مُرضِ         | وضع مُرضِ         | وضع مُرضِ         | وضع مُرضِ         | وضع مُرضِ         | وضع مُرضِ         | وضع مُرضِ         | وضع مُرضِ         | وضع مُرضِ         | وضع مُرضِ         | وضع مُرضِ         | مشكلات ملحوظة  | مشكلات ملحوظة  | مشكلات ملحوظة  | مشكلات ملحوظة  | مشكلات ملحوظة  | مشكلات ملحوظة  | مشكلات ملحوظة  | مشكلات ملحوظة  | مشكلات ملحوظة  | مشكلات ملحوظة  | مشكلات ملحوظة  | مشكلات ملحوظة  | وضع صعب           | وضع صعب           | وضع صعب           | وضع صعب           | وضع صعب           | وضع صعب           | وضع صعب           | وضع صعب           | وضع صعب           | وضع صعب           | وضع صعب           | وضع صعب           | وضع خطير للغاية | وضع خطير للغاية | وضع خطير للغاية | وضع خطير للغاية | وضع خطير للغاية | وضع خطير للغاية | وضع خطير للغاية | وضع خطير للغاية | وضع خطير للغاية | وضع خطير للغاية | وضع خطير للغاية | وضع خطير للغاية |
| مؤشر الديمقراطية       | ديمقراطية كاملة | ديمقراطية كاملة | ديمقراطية كاملة | ديمقراطية كاملة | ديمقراطية كاملة | ديمقراطية كاملة | ديمقراطية كاملة | ديمقراطية كاملة | ديمقراطية كاملة | ديمقراطية كاملة | ديمقراطية كاملة | ديمقراطية كاملة | ديمقراطية معيبة | ديمقراطية معيبة | ديمقراطية معيبة | ديمقراطية معيبة | ديمقراطية معيبة | ديمقراطية معيبة | ديمقراطية معيبة | ديمقراطية معيبة | ديمقراطية معيبة | ديمقراطية معيبة | ديمقراطية معيبة | ديمقراطية معيبة | نظام مختلظ     | نظام مختلظ     | نظام مختلظ     | نظام مختلظ     | نظام مختلظ     | نظام مختلظ     | نظام مختلظ     | نظام مختلظ     | نظام مختلظ     | نظام مختلظ     | نظام مختلظ     | نظام مختلظ     | نظام استبدادي     | نظام استبدادي     | نظام استبدادي     | نظام استبدادي     | نظام استبدادي     | نظام استبدادي     | نظام استبدادي     | نظام استبدادي     | نظام استبدادي     | نظام استبدادي     | نظام استبدادي     | نظام استبدادي     | نظام استبدادي   | نظام استبدادي   | نظام استبدادي   | نظام استبدادي   | نظام استبدادي   | نظام استبدادي   | نظام استبدادي   | نظام استبدادي   | نظام استبدادي   | نظام استبدادي   | نظام استبدادي   | نظام استبدادي   |

## خرائط المؤشرات

2022 تقرير السعادة العالمي
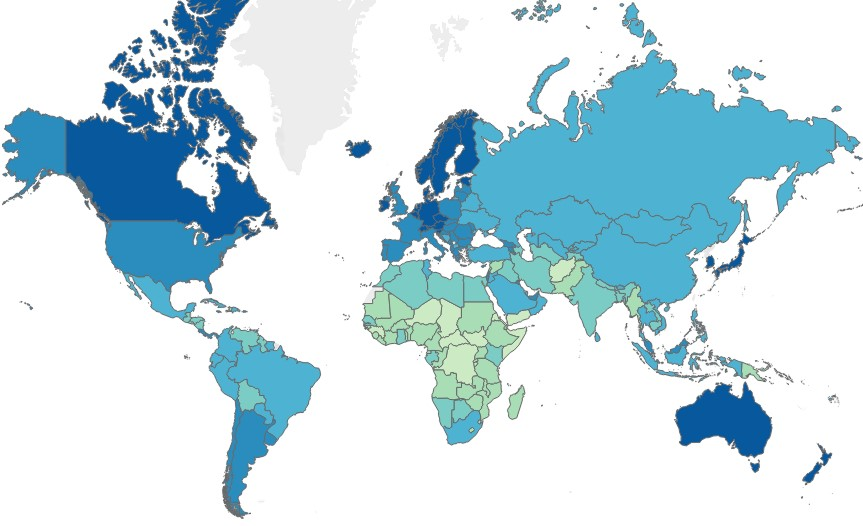
2022 مؤشر التطور الاجتماعي
مؤشر التنمية البشرية 2022
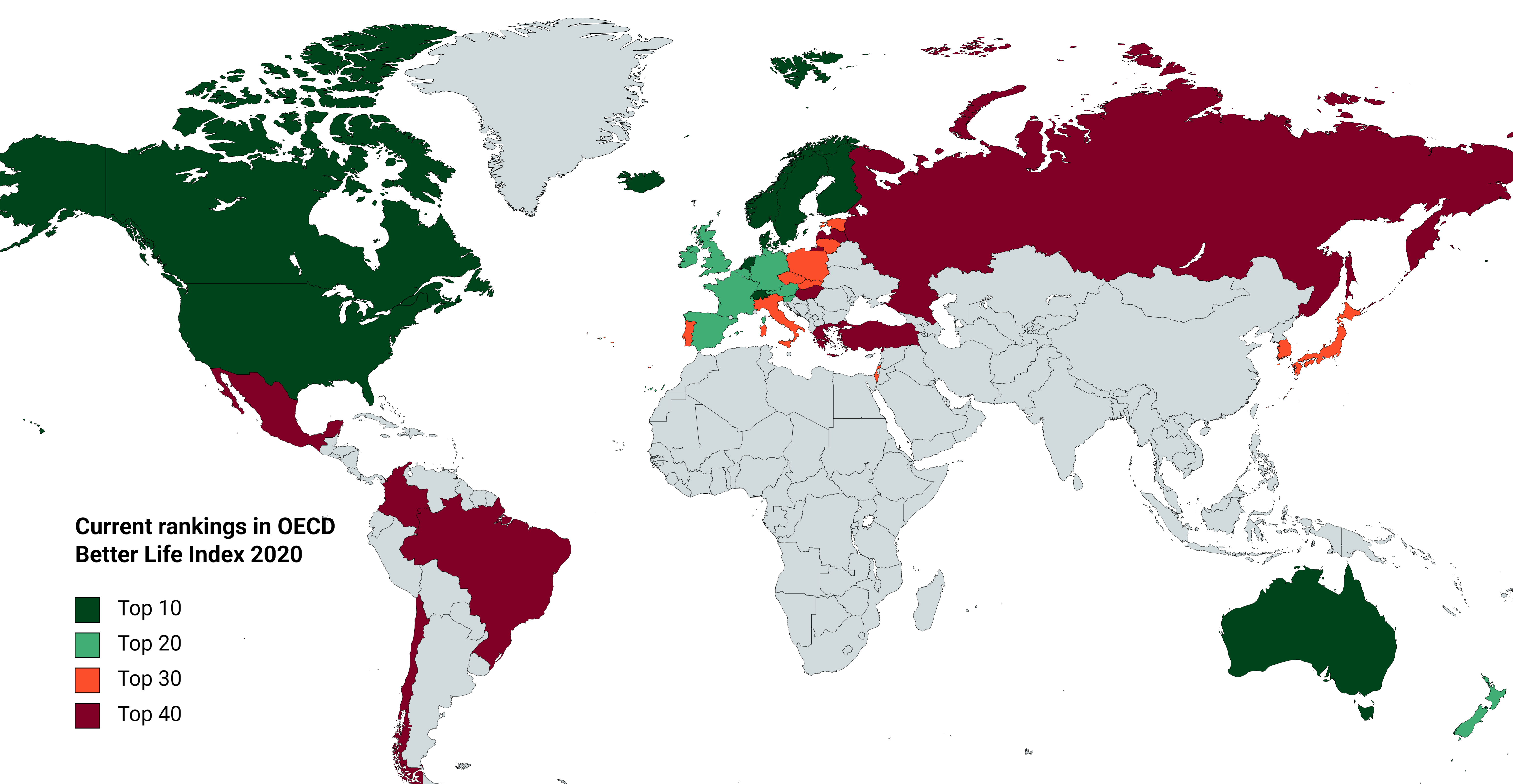
مؤشر الحياة الأفضل 2020
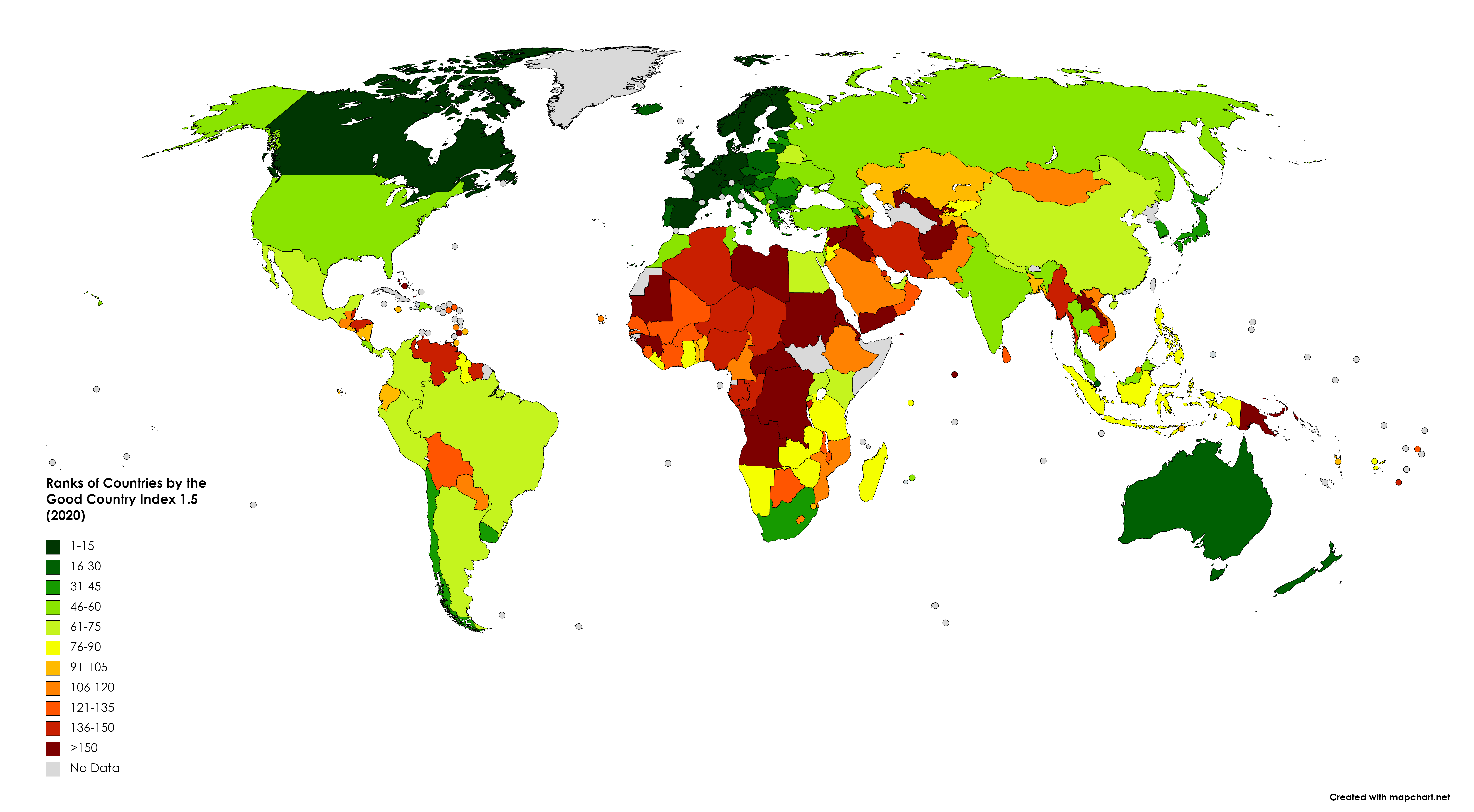
مؤشر الدول الخيرة 2020
مؤشر السلام العالمي 2022
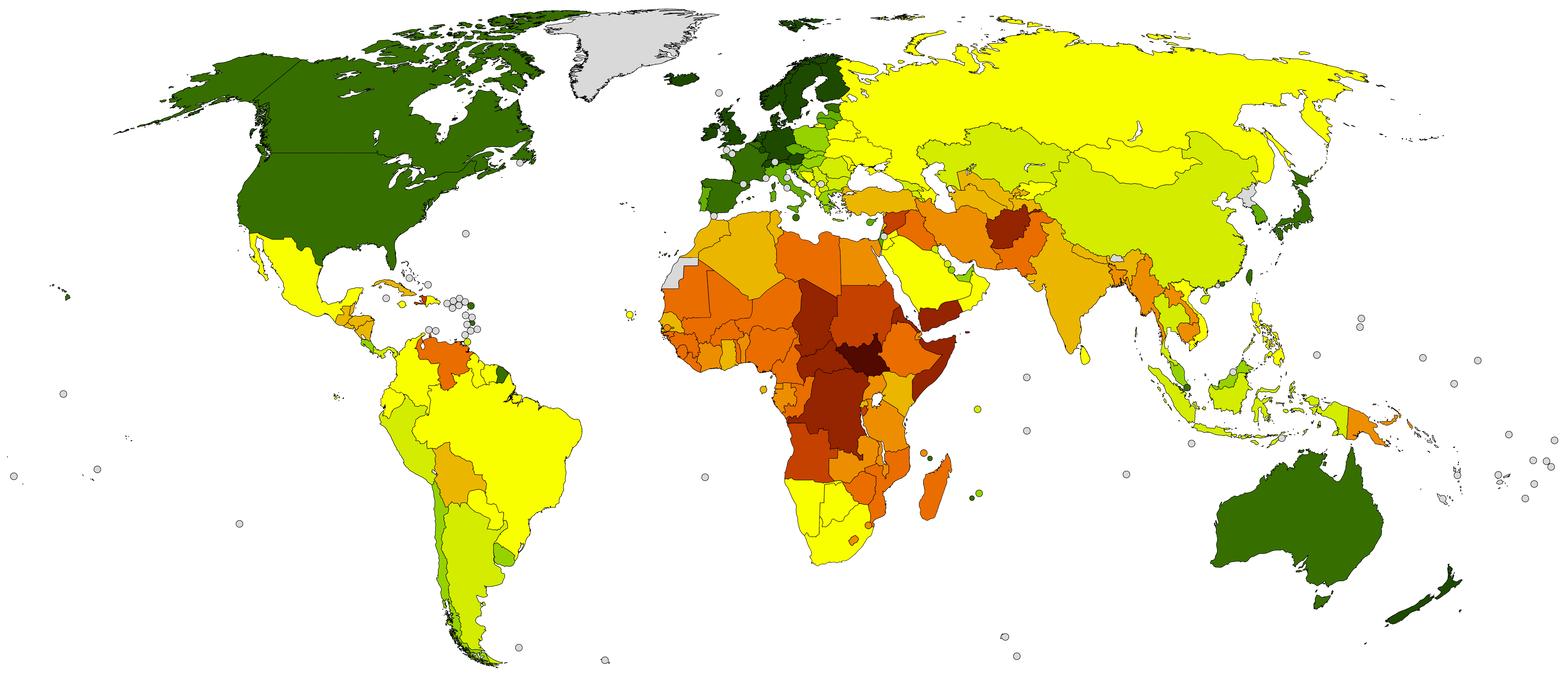
2020 مؤشر ليجاتوم للازدهار
مؤشر عدم المساواة بين الجنسين 2020
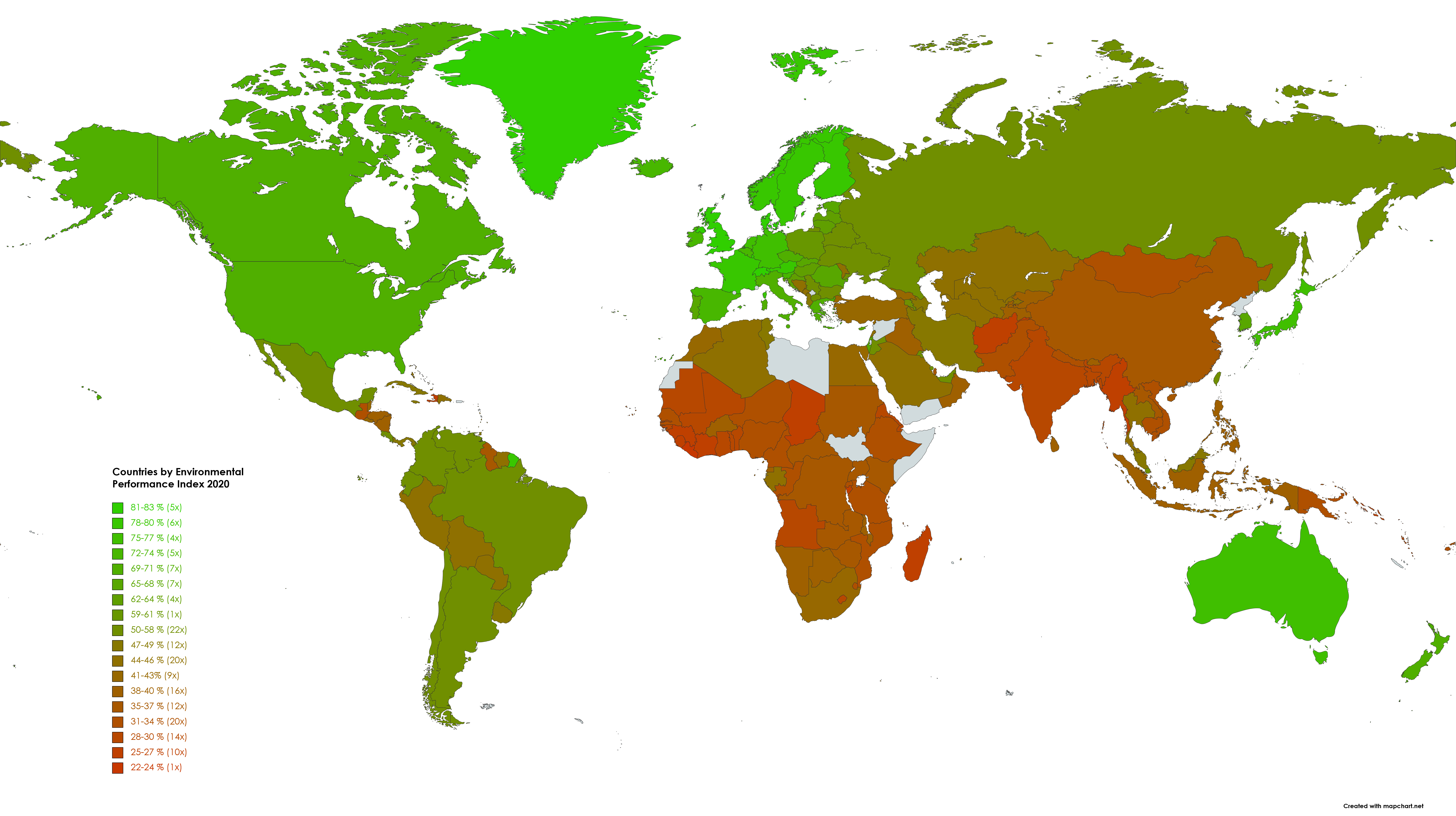
مؤشر الأداء البيئي 2020
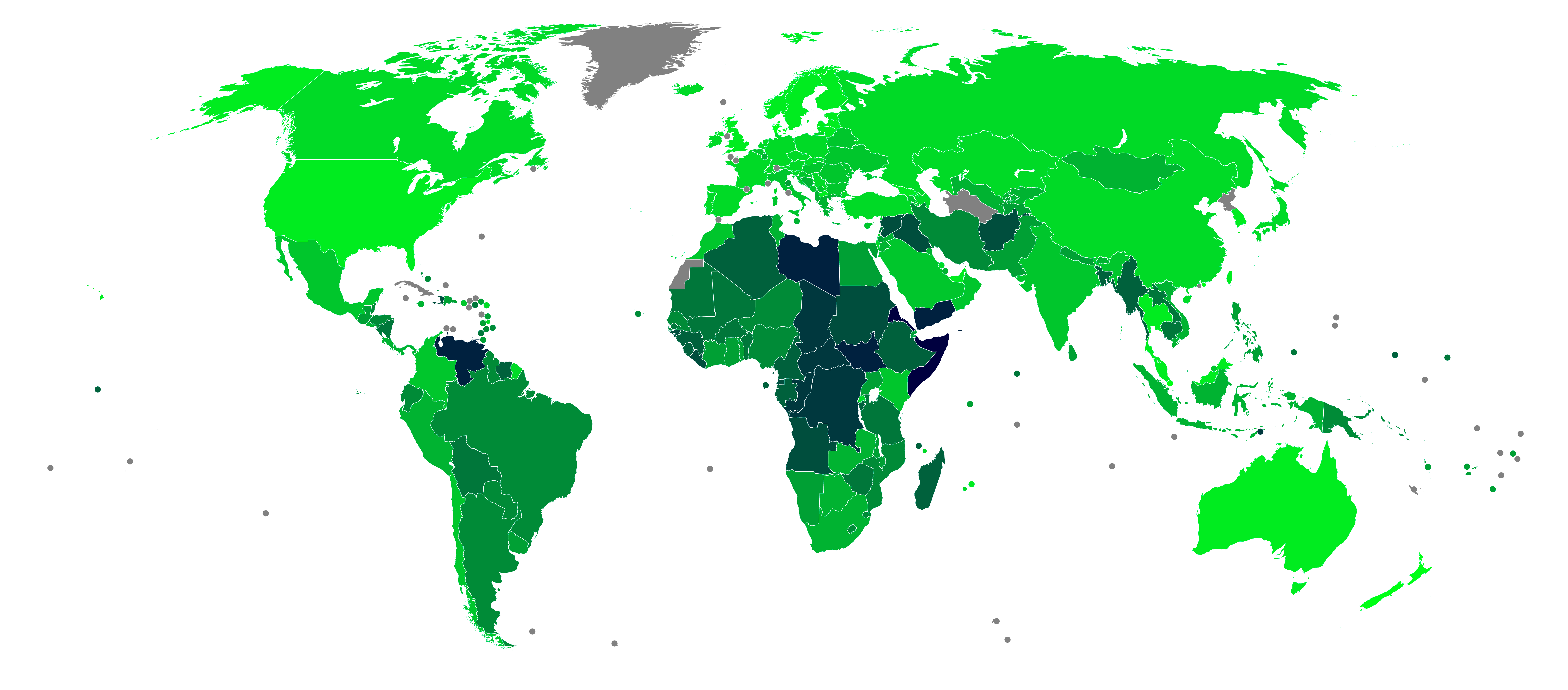
مؤشر سهولة ممارسة الأعمال 2020
عدم المساواة في الدخل وفق معامل جيني 2020
معدلات وفيات الأطفال حسب البلد 2019

## وصلات خارجية
- الإحصائيات والتصنيفات - أستراليا العالمية
- قاعدة بيانات المقارنة العالمية - جامعة ووريك
- التصنيفات الدولية لأستراليا - Rankedex
- تصنيفات الدول - TheGlobalEconomy.com
- ملف أستراليا - لدى منظمة التعاون الاقتصادي والتنمية
- دليل المؤشرات 2016 - المرصد العالمي